# Alexander Dolezalek

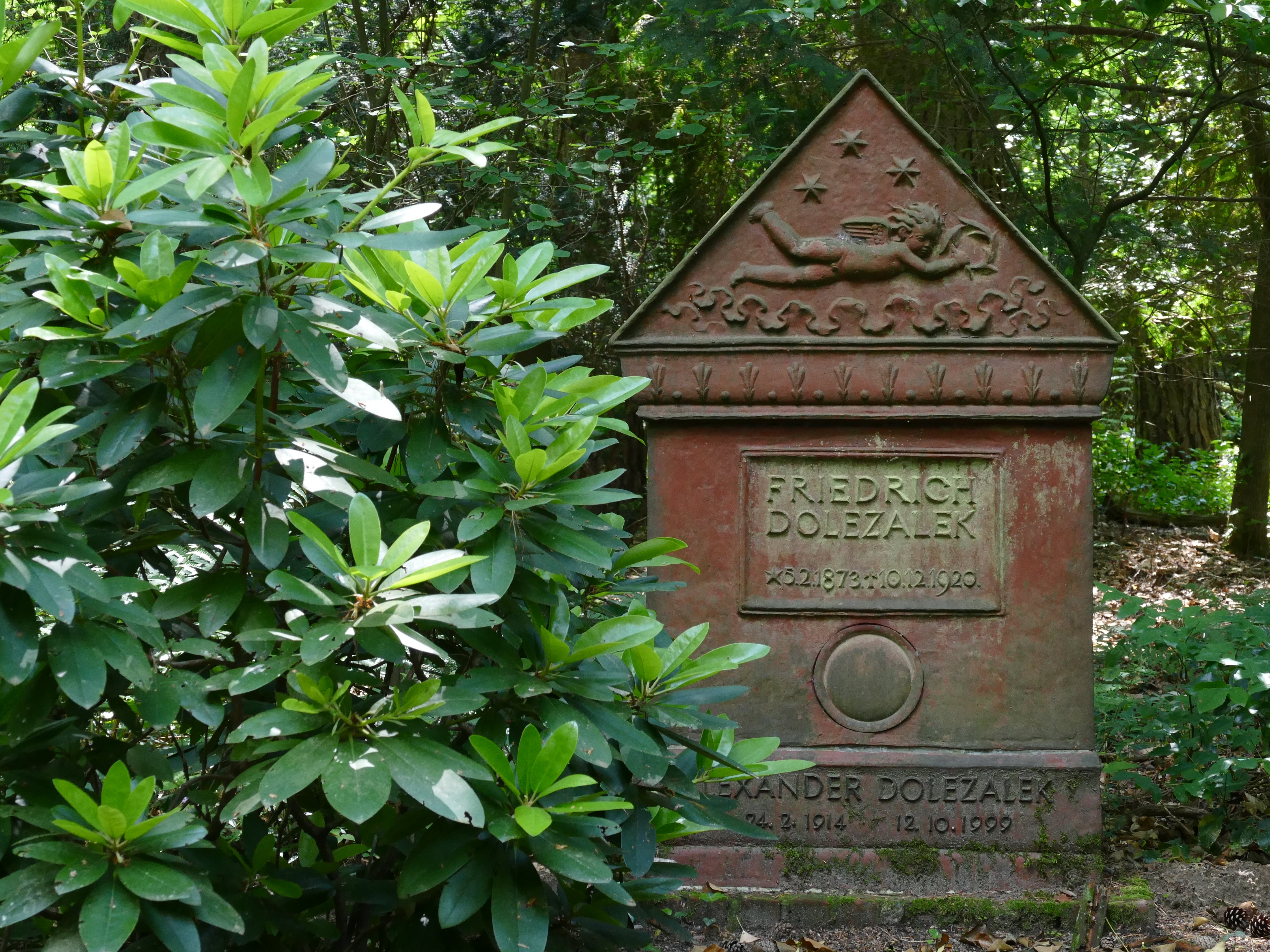
Grab von Alexander Dolezalek und seinem Vater Friedrich Dolezalek auf dem Südwestkirchhof Stahnsdorf

Alexander Dolezalek (* 24. Februar 1914 in Charlottenburg; † 12. Oktober 1999 in Vlotho) war ein deutscher Jurist, während der NS-Zeit im Rasse- und Siedlungshauptamt der SS tätig und Mitbegründer und Dozent am Gesamteuropäischen Studienwerk in Vlotho.

## Leben
Alexander Dolezalek wurde 1914 als Sohn des Chemikers Friedrich Dolezalek und Enkel des Eisenbahnbauingenieurs Karl Dolezalek geboren. Beide als auch Onkel Carl Anton Vincens waren Hochschullehrer. Nach dem Besuch einer privaten Vorschule besuchte er die Mittelschule in Westerland auf Sylt, wo er seine ersten zwölf Lebensjahre im Haus seiner Mutter Paula Maria (geborene Bomhoff) verbrachte. Anschließend besuchte er die Werner-Siemens-Oberrealschule und das Reform-Real Gymnasium Berlin-Lichtenrade, wo er 1933 das Abitur ablegte. Danach nahm er am Freiwilligen Arbeitsdienst und Wehrsportübungen teil. Zum 1. November 1933 trat er in die SS ein (SS-Nummer 216.983) und wurde der SS-Einheit 12/75 als Unterscharführer zugeordnet.
Dolezalek begann, an der TH Berlin Wirtschaftswissenschaften, Philosophie, Soziologie, Geschichte und Recht zu studieren. Im Wintersemester 1936 trat er dem Nationalsozialistischen Deutschen Studentenbund bei. Zwei Semester in seiner Studienzeit studierte er im Außenpolitischen Schulungshaus der NSDAP. Er setzte seine Studien in Kiel fort und legte dort 1939 sein juristisches Staatsexamen ab.
Ab 29. Februar 1940 war er innerhalb des Rasse- und Siedlungshauptamtes der SS mit der Leitung der Planungsabteilungen der SS-Ansiedlungsstäbe Posen und Litzmannstadt beauftragt. Zum 7. Mai 1940 stieg er im Dienstgrad zum SS-Untersturmführer auf. Am 29. Juni 1940 heiratete er die promovierte Studienreferendarin Luise Fick (* 14. März 1913 in Innsbruck), die ebenfalls im Rasse- und Siedlungshauptamt der SS arbeitete. Zum 1. Oktober 1940 wechselte er als Führer zum Stab des Rasse- und Siedlungshauptamtes. Zum 9. November 1941 wurde er zum Obersturmführer ernannt.
Von 1941 bis 1942 nahm er als Soldat am Zweiten Weltkrieg teil. Der Fronteinsatz als Flaksoldat beendete er als Gefreiter der Reserve der Luftwaffe mit zahlreichen Auszeichnungen. Am 7. Februar 1941 wurde der Sohn Friedrich Dolezalek, am 18. Januar 1943 der Sohn Gero geboren, beide in Posen. Am 1. Juli 1944 wurde Dolezalek beim SS-Hauptamt zum Fachführer der Waffen-SS-Fachgruppe „Ergänzung“ mit dem Dienstgrad SS-Hauptsturmführer (F) ernannt. Im April 1945 übernahm er das Kommando des Britischen Freikorps, einer Einheit der Waffen-SS.
1954 war er Mitbegründer und bis zum 30. September 1977 Dozent am Gesamteuropäischen Studienwerk in Vlotho/Westfalen. In dieser Zeit begann er, seine später dem Deutschen Historischen Museum vererbte Sammlung Dokumenten-Kabinett europäischer Geschichte, Gegenwart und Zukunftsplanung aufzubauen.
Seine Dozententätigkeit endete durch einen Arbeitsgerichtsprozess, der die Folge der seit 1975 durch die Veröffentlichungen polnischer Journalisten und westdeutscher Medienberichte ausgelösten öffentlichen Diskussion um die NS-Vergangenheit Dolezaleks war.

## Auszeichnungen
- Ehrenzeichen für deutsche Volkspflege
- Eisernes Kreuz 2. Klasse
- Eisernes Kreuz 1. Klasse
- Kriegsverdienstkreuz 2. Klasse
- Erdkampfabzeichen der Luftwaffe

## Schriften (Auswahl)
- Kerker-Gedichte, Dokumentenkabinett Studien-Sammlung für Europäische Geschichte und Zukunftsplanung, Vlotho/Weser 1987
- Rechtsnationale Tendenzen auf dem Gebiet der Bundesrepublik 1945-1967. Eine Literaturzusammenstellung, Gesamteuropäisches Studienwerk e. V., Vlotho/Weser 1967
- Die deutschen Siedlungen in der Dobrudscha, entnommen dem Jahrbuch der Deutschen in Bessarabien 1940, Berlin 1940
- Das Deutschtum in Bessarabien (kreisweise): auf Grund der russischen Volkszählung von 1897, Berlin 1940
- Die Bodenarten in der Dobrudscha: Übersichtskarte nach Stremme: Internationale Bodenkarte 1925-1937, Berlin 1940

## Schenkungen
- Dokumenten-Kabinett europäischer Geschichte, Gegenwart und Zukunftsplanung, etwa 70.000 Objekte, wurde nach seinem Tod dem Deutschen Historischen Museum übergeben[4]